# 放大器

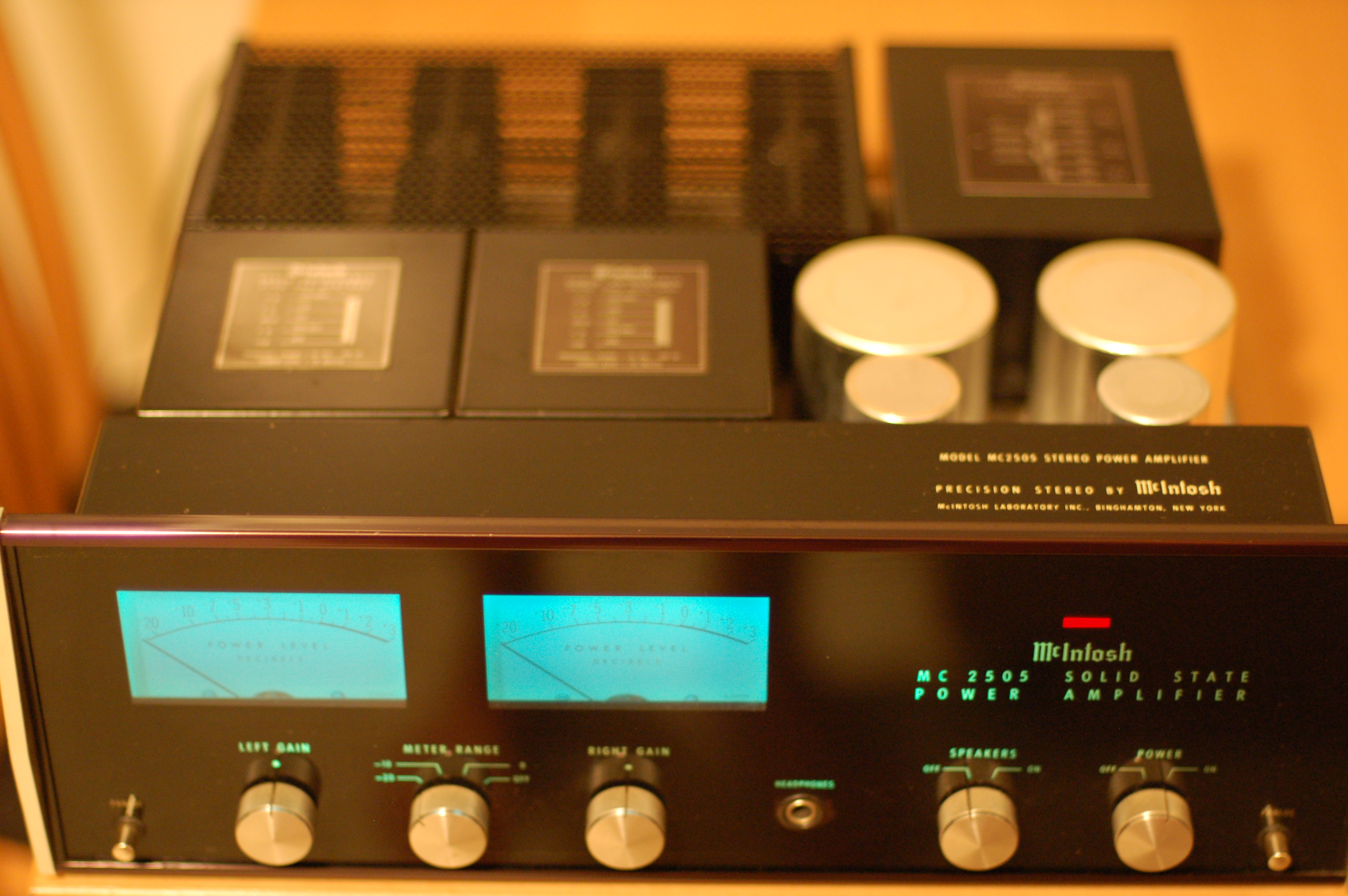
1970年代家庭音響系統中每聲道輸出功率為50瓦的立體聲音頻放大器

放大器（英語：amplifier）或電子放大器（electronic amplifier）是一種可以增加訊號（隨時間變化的電壓或電流）功率的電子設備。它是一種雙埠電子電路，使用來自電源供應器的電力來增加施加到其輸入端訊號的振幅（電壓或電流的幅度），從而在其輸出端產生成比例的更大振幅訊號。放大器提供的放大量由其增益衡量，亦即輸出電壓、電流或功率與輸入的比率。放大器是一種功率增益大於1的電路。

## 放大器的基本特性
大多数放大器的特性可以由一系列的参数来描述。

### 增益
增益是指放大器能在多大程度上增大信号的幅值。该参数常用分贝（dB）来度量。用数学语言来说，增益等于输出幅值除以输入幅值。（对功率放大器而言，用分贝表示的增益可以由此关系式计算：G(dB)=10log(Pout/Pin)(Electrical)）。

### 理想频率特性
放大器對於不同的頻率有不同的轉換倍率，一個放大器會有最佳的放大波段，即聽音樂時調整的EQ.

### 输出动态范围
输出动态范围，常用dB为单位给出，是指最大与最小有用输出幅值之间的范围。因为最低的有用幅值受限于输出噪声，所以称之为放大器的动态范围。

### 带宽与上升时间
放大器的带宽（BW）常定义为低频与高频半功率点之间的差值。因而也就是常说的-3dB BW。有时也定义在其它的响应容差下的带宽（-1dB，－6dB等等。）。举例来说，一个好的音频放大器的－3dB带宽将在二十赫兹到两万赫兹左右（正常人的听觉频率范围）。
放大器的上升时间是指当阶跃信号输入时，输出端由其最终输出幅度值10%变化到90%时所用的时间。对于高斯响应系统（或一个简单的RC振荡回路），上升时间大约可以表达为：
{\displaystyle Tr\cdot BW=0.35},其中BW的单位是Hz，Tr的单位是秒。

### 建立时间与失调
是指输出幅值建立于最终幅值的某个比值（比如0.1%）以内时所花的时间。

### 压摆率
压摆率是指输出電壓变量的变化率，常定义为伏特/每秒（或微秒）。

### 噪声系数
是对在放大过程中引入噪声多少的一个量度。噪声是电学器件和元件中不受欢迎却无法避免的。噪声由放大器零输入时輸出的分贝或输出電壓峰值来度量。也可由输入信号和输出信号的信噪比差值确定，输出信号信噪比恶化了多少dB，则该放大器的噪声系数就是多少dB。

### 效率
效率用来量度多少输入能量是应用于放大器输出的。甲类（A类）放大器效率十分低下，约在10-20%之间，最大不超过25%。现代甲乙类（AB类）放大器一般效率都在35-55%之间，理论值可达78.5%。有报道说商用的丁类（D类）放大器的效率可高达97%。放大器的效率限制了总功耗中有用部分所占的比例。注意，效率越高的放大器散热量越小，通常在几个瓦特的设计中也无需风扇。

### 线性度
理想放大器应当是完全线性器件，但是实际的放大器仅在某些实际限制下是线性的，其他情况下均会出现失真。当驱动放大器的信号增大后，输出也随之增大，直到达到某个电压值，使得放大器的某部分达到饱和从而不能再增大输出了，称之为“截止失真”（削顶失真、削峰失真）。同样的，存在着“饱和失真”（削底失真）。失真的原因与晶体管的特性以及静态工作点的选择密切相关。
有些放大器在设计中通过某种可控途径来解决这个问题，即以牺牲增益为代价换取较小的失真。其结果是一种补偿效应，即（如果放大器是音频放大器的话）大大減少听起来不悅耳的聲音。对于这些放大器，其增益比小信号时小1dB时的输入功率（或输出功率）定义为1dB补偿点。
线性度是一个关键的问题，目前有很多技术来避免非线性带来的影响，比如前饋、预矫正、后矫正、包迹抑制还原（波包消除重建）、用非线性元件实现线性放大（LINC）、CALLUM、Cartesian反馈等。

## 放大器電路
对于不同的应用，电子放大器有很多种类。
最普通的一类放大器就是电子放大器，常应用于广播和电视发射台及接收器，高傳真（hi-fi）立体声装置，微型计算机和其它电子数字装置，以及其他仪表放大器。它最关键的元件是有源器件，比如真空管或晶体管。

### 功率放大器
放大器常依据通过放大器件的输入信号（正弦波）的导通角（有时也称为angle of flow）来分类;詳见功率放大器類型。

### 真空管放大器

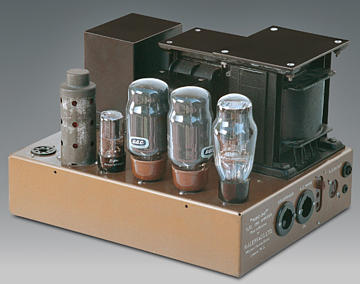
真空管放大器

电子管放大器是使用电子管作为主动元件的电子放大器。电子管放大器可以放大信号的幅度或功率。现今，中低功率、工作频率低于微波的电子管放大器已经广泛地被电晶体放大器于1960-1970年代取代。电子管放大器现在被用于吉他爱好者的吉他音箱、音响发烧友的立体声放大器、卫星通讯以及雷达等军事用途与大功率高频无线电发射（如无线广播、无线电视的发射）。

### 電晶體放大器
此主動元件的基本角色就是放大輸入訊號，產生一個顯著的放大訊號。放大的倍率（順向增益）是由主動元件和外部電路所共同決定的。在電晶體放大器裡常用的主動元件是雙極性電晶體（BJT）和金氧半場效應電晶體（MOSFET）。應用非常多樣化，常見的如家用音響的聲音放大器、半導體設備的高功率射頻訊號發射機、射頻或微波訊號的無線電收發機。

### 運算放大器
運算放大器通常在類比輸入上運作是一種積體電路式放大器，主要由外部的回授來決定其轉移函數或增益。

### 影像放大器
本類放大器處理頻寬高於5MHz的影像訊號。為了呈現可接受的電視畫面，對於步階響應和Overshoot的要求也是必要的。設計一個高頻影像放大器是件很困難的工作。

#### 示波器垂直放大器
用於放大示波器映像管的影像訊號，頻寬大約可達500MHz。對於步階響應、上升时间、overshoot和變形的規格要求，使得設計此種放大器是極端困難的

### 微波放大器
行波管（TWT）放大器應用於微波頻段中較低頻的高功率放大。此類放大器通常能使用於很寬的頻率範圍，但相對的，TWT並不像Klystrons能夠調整。

### 音頻放大器
音頻放大器通常用於放大音樂或說話的訊號。

## 其他類型放大器

### 磁放大器
磁放大器，是用具有非線性特性的鐵磁材料製成鐵心，並用直流和交流電流使其磁化以進行電量變換的電器。磁放大器主要用於電氣自動控制系統中，如電機的調速、調壓等。

### 光學放大器
通过受激辐射过程放大光的元件。比如用于光纤通讯网络中的掺铒光纤放大器（EDFA，Erbium doped fiber amplifier）。

### 雜項類型
- 低噪音放大器

## 外部連結
- Audio Valve Amplifier Kit Build （页面存档备份，存于） See a high quality hi-fi amplifier being built from a kit.
- SatSleuth Circuits Large database of amplifier schematics.
- 60 Watt RF Amplifier Solid state RF power amplifier using IRF840. Simple and easy to construct. IRF840 can handle a maximum power output of 125 watts.
- The Audio Circuit （页面存档备份，存于）—Information on and user reviews of loudspeakers, headphones, amplifiers, and playback equipment.
- Car Audio （页面存档备份，存于）—Talk about Car Audio amplifiers and other mobile electronics.
- NPN晶體管共發射極放大器Java模擬 （页面存档备份，存于）